# Еривертон Лима
Еривертон Сантуш Лима (на португалски Eriverton Santos Lima) е бразилски футболист. От 2007 г. е състезател на Вихрен Сандански. Еривертон е типичен плеймейкър с добра техника и голмайсторски нюх.

## Състезателна кариера
През 2005 г. заминава за Португалия и подписва договор с Морейрензе. За двегодишния си престой в клуба взима участие в 40 срещи, в които отбелязва 6 гола. През юни 2006 Лима подписва с друг португалски клуб Портимоненсе, където записва 25 мача и отбелязва 1 гол. През 2007 година решава да опита късмета си в България и подписва с Вихрен Сандански като свободен агент.
През декември 2008 Еривертон вкарва хеттрик в мач за Купата на България срещу Спартак Пловдив. В края на годината получава признанието на феновете и в анкета печели приза за „Най-добър футболист на Вихрен за 2008 г.“.